# Mocidade Independente de Vila Isabel
Grêmio Recreativo Escola de Samba Mocidade Independente de Vila Isabel é uma escola de samba do carnaval de Três Rios.

## História
Fundada em 15 de novembro de 1971, a Mocidade estreou no desfile oficial em 1973, sob forte chuva.
A escola de Vila Isabel ganhou o título logo na estréia em cima dos pontos perdidos pelo Bambas do Ritmo, que tinha conquistado 122 pontos, mas perdeu 16 pontos pelo atraso, caindo para 106 pontos. A Mocidade, com 114 pontos, assumiu a primeira colocação.
A escola do maior bairro da cidade (Vila Isabel), está completando 36 anos de existência e uma história de muita luta até a conquista de sua sede, atualmente muito bem estruturada. Principalmente após as reformas promovidas pela atual diretoria, encabeçada pelo presidente Jorge Francisco da Silva, o popular Jorge Pempem, que já comandou a bateria da escola.
O pato usando um guarda-chuva foi adotado como símbolo da escola, numa ironia à provocação dos concorrentes em 1973, pois a Mocidade mesmo sob forte chuva entrou na Avenida Condessa do Rio Novo disposta a mostrar a força de sua comunidade, e, logo na estréia era campeã do Carnaval.
Formada por foliões de um bloco de rua, a tricolorida ganhou as cores verde, vermelho e branco em homenagem às co-irmãs Bom das Bocas e Bambas do Ritmo, pois alguns de seus fundadores torciam pelas duas principais escolas de samba do Carnaval trirriense. Pelo menos assim conta Selmarino Santos, o Sambista Maneiro, fundador da escola que chegou a ensaiar nos fundos de sua residência na Rua Professor Moreira. “A Tricolorida surgiu com muito amor, por isso está até hoje nos dando tantas alegrias”, declara Selmarino.
Em 1976 a escola foi a primeira no carnaval trirriense a registrar seu samba num compacto duplo tendo num lado o samba-de-enredo em homenagem à música popular brasileira e no outro o samba-exaltação “Mexa-se”. em 1988, ao homenagear Jamelão, a escola o recebeu em sua quadra num grande show. Ele não desfilou, mas saiu emocionado com a justa homenagem a sua história de vida. após a vítória, em 1973, a escola só conseguiu um novo título após 16 anos, no Carnaval de 1989, com a chegada do carnavalesco Armando Martins, responsável até então pelos melhores carnavais da tricolorida, sendo um dos protagonistas dos títulos conquistados em 1991, 2002, 2003, 2004 e 2005 (tetracampeã). Em 2009, ao homenagear o amor, com o enredo Amor, Eterno Amor, enredo de Fernando Ferreira, foi vice-campeã do carnaval trirriense.
E sob forte chuva, repetindo o feito de seu primeiro carnaval, a Mocidade se sagrou campeã do carnaval de 2019, totalizando 8 títulos.
Para 2020, com ainda mais força, a escola promete um desfile com garra e muita beleza. Dois reforços importantes chegaram para somar ao trabalho da equipe. Trata-se da dupla de carnavalescos Lucas Almeida e Pedro Henrique Lavinas.

## Segmentos

### Presidentes
| Nome                      | Mandato      | Ref.  |
| ------------------------- | ------------ | ----- |
| Sirio " Messias"          | 1974 - 1976  |       |
| Jorge Silva "Pempem"      | 2007 - 2010  | [ 2 ] |
| Erli                      | 2010 - 2014  |       |
| Luciano Floriano          | 2014 - 2018  |       |
| Luciano do Espírito Santo | 2018 - 2020  |       |
| Waldir Ribeiro            | 2021 - Atual |       |

### Intérpretes
| Periodo      | Nome                            |
| ------------ | ------------------------------- |
| 1987 - 1996  | Mário Sempre Samba              |
| 2001 - 2008  | Walderley, Pepete, Jorge Dragão |
| 2009         | Mário Sempre Samba              |
| 2010 - 2014  | Rodriguinho                     |
| 2015 - 2017  | Mário Sempre Samba              |
| 2018 - 2019  | Rodriguinho                     |
| 2020         | Serginho Gama                   |
| 2023 - Atual | Leozinho Nunes                  |

### Coreógrafo
| Ano       | Nome                    | Ref.  |
| --------- | ----------------------- | ----- |
| 2007      | Serginho Kiki e Grilo   | [ 2 ] |
| 2011/2013 | Carlos Henrique Bonfort |       |
| 2018      | Carlos Magno            |       |
| 2019      | Jhonison Paulo          |       |
| 2020      | Ceci Miranda            |       |
| 2023      | Luis Leal               |       |

### Casal de Mestre-sala e Porta-bandeira
| Ano  | Nome                                 | Ref.  |
| ---- | ------------------------------------ | ----- |
| 2007 | Mosquito e Jaçanã                    | [ 2 ] |
| 2019 | Dodô e Paola                         |       |
| 2020 | Patrick e Luanna                     |       |
| 2023 | Dodô e Raquel Silva                  |       |
| 2024 | Thiaguinho Mendonça e Amanda Poblete |       |

### Rainhas de bateria
| Período         | Rainha       | Ref.  |
| --------------- | ------------ | ----- |
| Dábada Cris     | 2005 - 2015  | [ 2 ] |
| Lorraine Bastos | 2016 - 2017  |       |
| Iara Macedo     | 2018 - 2020  |       |
| Dábada Cris     | 2023 - Atual |       |

## Carnavais
| Ano                                                                          | Colocação    | Divisão      | Enredo                                                                                | Carnavalesco                                                       | Ref.  |
| ---------------------------------------------------------------------------- | ------------ | ------------ | ------------------------------------------------------------------------------------- | ------------------------------------------------------------------ | ----- |
| 1987                                                                         | 3º lugar     | Grupo A      | Através dos tempos um sonho de ilusões                                                | Nelson Gomes Soares                                                |       |
| 1988                                                                         | 2º lugar     | Grupo A      | No coqueiro dá côco, na Mangueira Jamelão                                             | Cid Fayão                                                          |       |
| 1989                                                                         | Campeã       | Grupo A      | Baco de Guararapes                                                                    | Armando Martins                                                    |       |
| 1991                                                                         | Campeã       | Grupo A      | Máscaras                                                                              | Armando Martins                                                    |       |
| 1993                                                                         | 3º lugar     | Grupo A      | A Magia das Cores                                                                     | Armando Martins                                                    |       |
| 1994                                                                         | 3º lugar     | Grupo A      | É proibido jogar?                                                                     | Armando Martins                                                    |       |
| 1996                                                                         | Não desfilou | Não desfilou | Amazônia - Império de Belezas e Mistérios                                             | Fernando Ferreira                                                  |       |
| 2001                                                                         | Não desfilou | Não desfilou | O Rei da Alegria                                                                      | Armando Martins                                                    |       |
| 2002                                                                         | Campeã       | Grupo A      | Fantasia                                                                              | Armando Martins                                                    |       |
| 2003                                                                         | Campeã       | Grupo A      | Acaiaca                                                                               | Armando Martins                                                    |       |
| 2004                                                                         | Campeã       | Grupo A      | Olê Muié Rendá                                                                        | Armando Martins                                                    |       |
| 2005                                                                         | Campeã       | Grupo A      | Quem é bom já nasce feito                                                             | Armando Martins                                                    |       |
| 2006                                                                         | Vice-Campeã  | Grupo A      | Axuí                                                                                  | Armando Martins                                                    |       |
| 2007                                                                         | 3º lugar     | Grupo A      | Tra Lá Lá                                                                             | Walter Matheus                                                     | [ 2 ] |
| 2008                                                                         | Vice-Campeã  | Grupo A      | História e Glória do orgulho Tricolorido. O sonho se realizou – 20 anos de Grande Rio | Walter Matheus                                                     |       |
| 2009                                                                         | Vice-Campeã  | Grupo A      | Amor, Eterno Amor                                                                     | Fernando Ferreira                                                  |       |
| 2010                                                                         | 6º lugar     | Grupo A      | Na esquina do Brasil, aqui como lá, fevereiro tem carnaval                            | Tunico                                                             |       |
| 2011                                                                         | 3º lugar     | Grupo A      | Estão Voltando as Flores                                                              | Armando Martins                                                    |       |
| 2012                                                                         | 3º lugar     | Grupo A      | Não é Proibido Sonhar...                                                              | Fernando Ferreira                                                  |       |
| 2013                                                                         | 3º lugar     | Grupo A      | Eu também sou Rei nesta Folia!                                                        | Fernando Ferreira                                                  |       |
| 2014                                                                         | 3º lugar     | Grupo A      | Da criação à valorização da vida, preservar é preciso                                 | Fernando Ferreira                                                  |       |
| 2015                                                                         | 3º lugar     | Grupo A      | Pintando o Sete                                                                       | Armando Martins/Val Alves                                          |       |
| 2016                                                                         | 3º lugar     | Grupo A      | Águas de Meninos                                                                      | Armando Martins/Val Alves                                          | [ 3 ] |
| 2017                                                                         | 3º lugar     | Grupo A      | Armando Martins - Comandante da Ilusão!                                               | Val Alves                                                          |       |
| 2018                                                                         | 3º lugar     | Grupo A      | Rio este samba é pra você!!!                                                          | Henrique e Luciano                                                 |       |
| 2019                                                                         | Campeã       | Grupo A      | Amas de Leite, Mães Escravas de seus Próprios Destinos                                | Vitor Matheus e Rafael Corrêa                                      |       |
| 2020                                                                         | Vice-Campeã  | Grupo A      | Abracadabra...Mistérios e magias das crendices populares                              | Lucas Almeida e Pedro Henrique Lavinas                             |       |
| Os desfiles do Carnaval 2021 foram cancelados devido a pandemia de Covid-19. |              |              |                                                                                       |                                                                    |       |
| Os desfiles do Carnaval 2022 foram cancelados devido a pandemia de Covid-19  |              |              |                                                                                       |                                                                    |       |
| 2023                                                                         | Vice Campeã  | Grupo A      | Chuva Madrinha - A Matriz da Vida que Batizou a Nossa Folia                           | Vitor Matheus                                                      |       |
| 2024                                                                         | 3° lugar     | ÚNICO        | Senhora dos Milagres: Aparecida a Mãe do Brasil                                       | Flávio Roberto Lucas Almeida Pedro Henrique Lavinas Leonardo Nunes |       |
| 2025                                                                         | 3° lugar     | ÚNICO        | Tesouro, piratas... Entre sete mares e três rios                                      | Wagner Gonçalves                                                   | [ 4 ] |